# 贝格霍尔茨
贝格霍尔茨（德語：Bergholz）是德国梅克伦堡-前波美拉尼亚州的市镇，隶属于前波美拉尼亚-格赖夫斯瓦尔德县。总面积为21.69平方千米，截至2023年12月31日总人口为310人。